# Karl Richter (Radsportler)
Karl Richter (* 30. Januar 1948 in Chemnitz) ist ein ehemaliger Radrennfahrer aus der DDR, der im Bahnradsport aktiv war.

## Sportliche Laufbahn
Karl Richter begann mit dem Radsport 1962 bei der BSG Wismut Karl-Marx-Stadt, er wechselte 1965 zum SC Karl-Marx-Stadt, wo er u. a. bei Werner Malitz trainierte. Er war DDR-Jugendmeister im 3000 Meter Verfolgungsfahren. In der Männerklasse spezialisierte er sich rasch auf die Kurzstrecken wie 1000 Meter Zeitfahren, Sprint und Tandemfahren und gewann zweimal die DDR-Meisterschaft auf dem Tandem (1966 mit Rainer Marx, 1967 mit Bernd Junge, beide ebenfalls vom SC Karl-Marx-Stadt). Zwei weitere Male wurde er Tandem-Vizemeister und einmal Dritter in dieser Disziplin sowie 1968 Vize-Meister im 1000 Meter Zeitfahren. Bei den Meisterschaften im Sprint war ein zweiter Platz 1969 hinter Jürgen Geschke sein bestes Ergebnis, nachdem er 1968 bereits Dritter geworden war. Karl Richter war bei den Olympischen Spielen 1972 in München als Ersatzfahrer nominiert, kam jedoch nicht zum Einsatz. Bei den UCI-Weltmeisterschaften auf der Bahn startete Richter 1970 im Sprint, konnte sich aber nicht platzieren. Er beendete im Sommer 1973 seine Laufbahn.

## Berufliches
Richter hat eine Ausbildung zum Kraftfahrzeugschlosser absolviert.